# Estación de Marítim
Marítim (en español, Marítimo) es una estación intercambiador de las líneas 5, 6, 7 y 8 de Metrovalencia. Se encuentra en el barrio de Ayora de la ciudad de Valencia, concretamente en la calle Jerónimo Monsoriu.
Además de servir de intercambiador entre metro y tranvía, la estación se encuentra a 700 metros de la estación de Valencia-Cabañal, gestionada por Adif, donde se puede tomar las líneas C-5 y C-6 de la red de Cercanías Valencia y los trenes de Media Distancia Renfe.

## Historia
Fue inaugurada el 3 de abril de 2007.
Del 27 de junio al 31 de agosto de 2025, por obras de mejora en la infraestructura, el tramo de metro entre las estaciones de Aragó y Marítim permanecerá cerrado.